# Gudci
Gudci falu Horvátországban Zágráb megyében. Közigazgatásilag Velika Goricához tartozik.

## Fekvése
Zágráb központjától 17 km-re délre, községközpontjától 10 km-re délnyugatra, a Vukomerići dombok között fekszik.

## Története
A település egy ismert túrmezei zenei formációról (gudci) kapta a nevét, melyben két vagy három hegedű és egy bajsica (hagyományos bőgőszerű túrmezei vonós hangszer) játszott. Sok ilyen banda volt egykor Kostanjevecen is, mely Gudci legősibb településrésze és már 1279-ben említik birtokként, 1428-ban pedig már faluként is felbukkan a korabeli forrásokban. 1454-ben donja lomnicaiak vásároltak itt birtokot és telepedtek meg a szőlőhegyen. A 16. században valószínűleg a török pusztította le, mert ezután már nem említik. Csak a szőlőhegy és a borospincék maradtak fenn és őrzik tovább az egykori falu nevét. Kostanjevec ma Jankovkával és Koloseccel együtt ma Gudci részét képezi.
1225-ben IV. Béla még szlavón hercegként a zágrábi várhoz tartozó egyes jobbágyokat nemesi rangra emelt, akik mentesültek a várispánok joghatósága alól és a zágrábi mező (Campi Zagrabiensis) nemeseinek közössége, azaz saját maguk által választott saját joghatóság (comes terrestris) alá kerültek. Az így megalakított Túrmezei Nemesi Kerülethez tartozott a település is.
A falu és környéke a 16. századtól sokat szenvedett a gyakori török támadások miatt. Amikor 1592-ben Hasszán boszniai pasa végigpusztította a Túrmezőt és mintegy 35000 lakost hurcolt rabságba számos ősi túrmezei család pusztult ki és nem maradt egyetlen ép falu sem. Ekkor pusztulhatott el Kostanjevec is. A török veszély megszűnése annak a nagy győzelemnek köszönhető, melyet az egyesült horvát és császári sereg 1593. június 22-én Sziszeknél aratott a török felett.
A túrmezei kerület megszüntetése után a falut is a Zágráb vármegyéhez csatolták. 1857-ben 62, 1910-ben 152 lakosa volt. Trianon előtt Zágráb vármegye Nagygoricai járásához tartozott. 1910 és 1948 között Guci volt a hivatalos neve. 2001-ben a falunak 321 lakosa volt. Egyházilag a dubraneci Havas Boldogasszony plébániához tartozik.
A település és szőlőhegyei manapság egyre élénkebb turistaforgalmat bonyolítanak le, mert Gudci a közeli Zágráb és Velika Gorica városlakóinak kedvelt pihenőhelye. A turistaforgalom csúcspontja a minden év első szeptemberi vasárnapján megtartott falunap.

## Lakosság
| Lakosság változása | Lakosság változása | Lakosság változása | Lakosság változása | Lakosság változása | Lakosság változása | Lakosság változása | Lakosság változása | Lakosság változása | Lakosság változása | Lakosság változása | Lakosság változása | Lakosság változása | Lakosság változása | Lakosság változása |
| ------------------ | ------------------ | ------------------ | ------------------ | ------------------ | ------------------ | ------------------ | ------------------ | ------------------ | ------------------ | ------------------ | ------------------ | ------------------ | ------------------ | ------------------ |
| 1857               | 1869               | 1880               | 1890               | 1900               | 1910               | 1921               | 1931               | 1948               | 1953               | 1961               | 1971               | 1981               | 1991               | 2001               |
| 62                 | 83                 | 79                 | 95                 | 121                | 152                | 161                | 187                | 175                | 179                | 184                | 159                | 163                | 185                | 321                |

## Nevezetességei
Kostanjevec közelében egy a török időkből származó ősi tölgyfa állt, melyet a népnyelv "török tölgy" (turski hrast) néven nevezett. Átmérője 5,55 és 2 méter között változott, magassága meghaladta a 20 métert. A fa természetvédelem alá esett, azonban időközben elszáradt. Csonkját Turopoljsko Jurjevo ünnepére kiemelték és Lukavec vára elé állították fel, ma is ott látható.